# Torrejón el Rubio
Torrejón el Rubio è un comune spagnolo di 664 abitanti situato nella comunità autonoma dell'Estremadura.

## Monumenti e luoghi d'interesse
Nel territorio comunale si trova il castello di Monfragüe.